# Серафим (Климков)
Архимандри́т Серафи́м (в миру Григо́рий Ю́рьевич Климко́в, в схиме Дании́л; 19 апреля 1893[по какому календарю?], село Ольховец, Округ Бобрка, Королевство Галиции и Лодомерии — 14 февраля 1970, Москва) — иеромонах Русской православной церкви, сподвижник архиепископа Феодора (Поздеевского), деятель даниловской группы непоминающих.

## Биография
Родился 19 апреля 1893 года[по какому календарю?] в селе Ольховец Бобрецкого уезда Галиции, находившемся на территории Королевства Галиции и Лодомерии. Григорий был младшим в семье, где было ещё три сына, Иван, Николай и Василий, и дочь Софья. Хотя в крае было сильно влияние католичества семья Климковых исповедовала православие.
После окончания местной сельской школы, в 1905—1912 годах, учился во Львовской классической гимназии. В 1913 году поступил в Житомирскую духовную семинарию — сразу на третий курс. В 1915 году был зачислен в Московскую духовную академию; стал иподиаконом ректора академии епископа Феодора (Поздеевского), оказавшего большое влияние на юношу. В 1917 году был рукоположён целибатом в священнический сан. Стал служить в храме Девяти Мучеников Кизических. В июне 1921 года священники храма о. Евгений (Кобранов) и о. Григорий были арестованы по делу «Братства Девяти мучеников Кизических», но уже через неделю о. Григорий был освобождён.
Получив благословение Алексия Мечёва и Алексия Зосимовского, поступил в Данилов монастырь, где был пострижен в иеромонаха с именем Серафим в честь преподобного Серафима Саровского епископом Серафимом (Звездинским).
Вначале ему поручили исповедовать детей, а затем — взрослых. Пройдя хорошую духовную школу под руководством архимандрита Поликарпа (Соловьёва), он считал необходимым постоянное раскрытие своей души перед духовником. Несмотря на то, что как духовник отец Серафим отличался большой строгостью, число его духовных детей быстро увеличилось. О его строгости епископ Николай (Никольский) говорил: «… Я считаю, что он не понимает разницу в натурах, в организмах. Он мерит всё по одной мерке. Он не понимает, что есть организмы хрупкие, которые могут надломиться под напором». Однако сам о. Серафим однажды на полях письменной исповеди своей духовной дочери написал: «Это суровость внешняя, а под этой суровостью — глубокое, глубокое желание спасения тебе».
В июле 1924 года он посетил Дивеевский монастырь и Саровскую обитель; в этом же году стал архимандритом. 10 июня 1927 года был арестован, обвинён в том, что «использовал религиозный фанатизм отдельных верующих в антисоветских целях». Был отправлен в ссылку на Северный Урал: жил в посёлке Табара; затем — в 30 км от Обдорска, в селении Лабытнанги.
После отбытия срока жил под Москвой — в Верее и Дорохово, без права открытого служения. В 1936 году поселился в Киржаче Владимирской области. В декабре 1936 года, когда по делу о «Даниловском иноческом братстве» были арестованы, и осенью 1937 года расстреляны, многие из его духовных чад и даниловских монахов, ему же удалось избежать ареста; во время арестов он оказался в Москве; его разыскивали, но он нелегально жил у своих духовных чад, продолжая служить в домовых храмах. Знавший его со своего детства А. П. Арцыбушев отмечал: «…батюшка был прекрасным конспиратором, выследить его было трудно. В то время как многие „непоминающие“ батюшки, хотя и тайно, но постоянно жили в одном и том же месте и обнаружить их было легко, отец Серафим всё время менял места своего пребывания. Для этого его духовные дети покупали домики в подмосковных городах и посёлка, расположенных недалеко друг от друга <...> Между всеми этими домиками постоянно поддерживалась связь. Духовные дети батюшки всегда знали, где он находится сейчас и где будет через некоторое время». В одном из таких домиков, в Верее, он оказался, когда город был оккупирован немецкими войсками в 1941 году. При отступлении немцев он вместе с Тихоном (Баляевым) уехал на родину — в Закарпатье, откуда, впоследствии, ему предлагалось вообще уехать за границу, но о. Серафим отказался; служил с февраля 1944 года до прихода советских войск в сентябре в селе Битля около Дрогобыча. В ночь с 25 на 26 мая 1945 года был арестован и 30 декабря 1945 года военным трибуналом осуждён к 10 годам лагерей: отправлен под Красноярск; в 1953 году был переведён «в вечную ссылку», а в 1956 году освобождён. Прописанный у своей духовной дочери в Иваново, жил, в основном, в Москве. Был пострижен в схиму с именем Даниил.
Скончался 14 февраля 1970 года. Похоронен на Котляковском кладбище в Москве, участок 70, могила сохранилась (чёрный гранитный крест).